# هارفي فيتش
هارفي فيتش (بالإنجليزية: Harvey Fitch)‏ هو سياسي أمريكي، ولد في 27 مايو 1816 في الولايات المتحدة، وتوفي في 6 أغسطس 1890 في نوروولك في الولايات المتحدة.